# Javier Tuma
Javier Elías Tuma (Capital Federal, Buenos Aires, Argentina, 1° de julio de 1992) es un futbolista argentino que se desempeña como defensor y actualmente es jugador Libre

## Trayectoria

### Nueva Chicago
Tuma es un futbolista surgido de las divisiones inferiores del Club Atlético Nueva Chicago. A principios de 2013 debutó con la camiseta de Nueva Chicago. René Kloker fue el técnico que lo puso en el plantel de Primera.
Para la temporada 2012-13, hizo su debut ingresando desde el banco de suplentes por Nicolás Sainz en la victoria de su equipo frente a Deportivo Merlo por 1 a 0 el 17 de marzo.
Durante la temporada 2013-14 no tuvo lugar en el equipo aunque formó parte del plantel profesional. De hecho, no disputó ningún partido en el primer semestre. No tuvo muchas chances de jugar en el equipo dirigido por Pablo Guede, aunque Guede lo tenía en consideración por sus ganas de susperare día a día. Formó parte del plantel que lograría el ascenso al nacional B.
Luego del ascenso, Chicago se tenía que armar para afrontar el torneo de la Primera B Nacional. La continuidad del defensor estuvo en duda debido a una posible cesión a un club de una categoría menor para adquirir continuidad. Tuma se quedó en el club y debido a un tema contractual le impidió formar parte del banco de suplentes en más de una oportunidad. No disputó ningún partido a lo largo del Torneo de Transición 2014. Su equipo terminó logrando el ascenso a Primera División.

## Clubes
| Club          | País      | Año         |
| ------------- | --------- | ----------- |
| Nueva Chicago | Argentina | 2013 - 2015 |

## Estadísticas
| Club                                                                | Temporada           | Liga  | Liga  | Copa Nac.1 | Copa Nac.1 | Copa Inter. | Copa Inter. | Total | Total |
| Club                                                                | Temporada           | Part. | Goles | Part.      | Goles      | Part.       | Goles       | Part. | Goles |
| ------------------------------------------------------------------- | ------------------- | ----- | ----- | ---------- | ---------- | ----------- | ----------- | ----- | ----- |
| Nueva Chicago Argentina                                             | 2012/13             | 3     | 0     | -          | -          | -           | -           | 3     | 0     |
| Nueva Chicago Argentina                                             | 2013/14             | 0     | 0     | -          | -          | -           | -           | 0     | 0     |
| Nueva Chicago Argentina                                             | 2014                | 0     | 0     | -          | -          | -           | -           | 0     | 0     |
| Nueva Chicago Argentina                                             | Total Chicago       | 3     | 0     | -          | -          | -           | -           | 3     | 0     |
| Total en su carrera                                                 | Total en su carrera | 3     | 0     | -          | -          | -           | -           | 3     | 0     |
| Última actualización: Gimnasia de Jujuy vs. Nueva Chicago, 19.12.14 |                     |       |       |            |            |             |             |       |       |

## Palmarés
| Club          | Campeonato                 | País      | Año         |
| ------------- | -------------------------- | --------- | ----------- |
| Nueva Chicago | B Metropolitana            | Argentina | 2013 - 2014 |
| Nueva Chicago | Ascenso a Primera División | Argentina | 2014        |